# 松川浩子
松川 浩子（まつかわ ひろこ、1977年3月30日 - ）は、毎日放送のアナウンサー。

## 来歴
血液型はB型。兵庫県宝塚市の出身で、高校生時代にはオーストラリアへ3ヶ月間留学していた。
小林聖心女子学院中学校・高等学校を経て、聖心女子大学文学部に進学。同大学卒業後の1999年にアナウンサーとして毎日放送へ入社。同期入社のアナウンサーは河田直也で、入社当時から報道番組の担当を志望していた。2005年1月に、フィギュアスケートの選手だった毎日放送の社員・宮瀬永二郎と結婚。結婚後も、旧姓の松川を放送上の名称に使っている。
毎日放送への入社後は、MBSテレビの情報番組『ちちんぷいぷい』、『せやねん!』、『っちゅ～ねん!』や、ローカルニュース『VOICE』（平日）、『毎日新聞テレビ夕刊』（日曜日）などにレギュラーで出演。『せやねん』では、グルメコーナー「どこいこ?」のプレゼンターを担当した。
2008年1月末に第1子の出産準備で産休に入るまでは、毎日放送の地上デジタル放送推進大使を務めていた（後任は松本麻衣子）。在任中には、近畿地方の他局（NHK大阪放送局を含む）でも放送される地上デジタル放送推進キャンペーンのテレビCMに、他局の推進大使と結成した"TEAM2011"のメンバーとして出演。キャンペーンの一環として、街頭イベントや他局の番組にも登場した。
2008年3月23日に第1子（長女）を出産。2009年2月8日まで育児休暇を取った後に、アナウンサーとして職場に復帰した。
2009年4月からは、MBSテレビで放送を開始した『バンバンバン』（『ちちんぷいぷい』金曜日の中継コーナーからの派生番組）に、スタジオ進行役（放送上の肩書は“スタジオ見守りキャスター”）として同期の河田とともに登場。全国ネットで放送される番組で、初めて準レギュラーを務めた。
『ちちんぷいぷい』には、結婚前から産前産後休暇をはさんで長期にわたり出演していたが、2009年9月25日の放送（VTR取材コーナー「どないなん?」）を最後に、番組レギュラーとしての出演を一旦終えた。
2009年9月28日からは、かつてフィールドキャスターとして出演していた『VOICE』に、月曜日 - 水曜日のサブキャスターとして復帰した。同番組では松川のサブキャスター起用と同時に、同年4月以降18時5分だった放送開始時刻を17時50分に繰り上げ（TBS制作のJNN系列全国ニュース『総力報道!THE NEWS』の放送時間短縮・開始時刻繰り下げによる措置）、『ちちんぷいぷい』からステブレなしで直結するようになった。松川は月 - 水曜日に、エンディング間際の『ちちんぷいぷい』にて、報道フロアから主要ニュースのラインナップを紹介。このため放送上は、2010年3月まで同番組への出演が続いた。
『VOICE』への復帰後は、アナウンサーとしての職務のほかに、報道系のディレクターとして女性による児童虐待問題などを取材。2011年3月27日にMBSテレビ『映像'11』で放送のドキュメンタリー「母と娘の告白～虐待から絆への18年～」では、ディレクター兼ナレーターを務めた。
第2子の出産準備のため、2012年9月27日に『VOICE』を再び降板。同年12月から、2度目の産前産後休暇に入っていた。職場への復帰を経て、『ちちんぷいぷい』月曜日のアシスタントとして、2014年4月から番組への出演を本格的に再開した。2015年3月からは、産前産後休暇に入った松本の後任扱いで火曜日のアシスタントも兼務。2019年度から番組最終週（2021年3月10日）までは、水曜日を含めて、週に3日担当していた。その一方で、『音の散歩道』の降板（2007年12月）以来遠ざかっていたMBSラジオ制作番組へのレギュラー出演を、2017年10月から再開している。
なお、「新日本放送」時代の1959年3月1日からテレビ放送事業とラジオ放送事業を兼営してきた毎日放送は、2021年4月1日付でラジオ放送事業を「株式会社MBSラジオ」へ移管。毎日放送は移管を機にテレビ単営局へ移行したが、松川はアナウンス職のまま同社の総合編成局（移管を機に新設）へ在籍する一方で、株式会社MBSラジオが制作・放送する番組にも「MBSアナウンサー」として出演している。毎日放送では、テレビ単営局への移行初日に、入社式で司会を任されていた。

## 人物・エピソード
元宝塚歌劇団 の花純風香・天勢いづるとは幼少時代からの友人で、大橋マキ（フジテレビ出身のフリーアナウンサー）とは大学の同期生だった。
特技はダンス全般。6歳でクラシックバレエを習い始めたことをきっかけに、ジャズダンス、日本舞踊、ストリートダンスなどを体得している。さらに、大学卒業間際にはTRFのバックダンサーオーディションに参加。途中まで選考に残っていたが、「アナウンサーになりたい」との意思が強く、結局は辞退に至った。なお、毎日放送入社後の2015年春には、ヨガインストラクターの資格を取得。2019年4月には、同局アナウンサーとしての活動と並行しながら、「こちらトゥルーロマンス株式会社」（あだち理絵子のプロデュースによるA・B2チーム構成の舞台作品）にBチームの一員として出演した。
柴咲コウ、松下奈緒、秋元才加に似た彫りの深い顔立ちが特徴。『ちちんぷいぷい』で使用される似顔絵（川崎あっこ作画）では、少女漫画を彷彿とさせるキラキラした瞳で描かれていた。第2子を出産した2013年からは「美容室に行く時間がないほど公私とも忙しい」との理由で、6年間にわたって頭髪を伸ばし続けていた。2019年5月末に、アシスタントを務める『ちちんぷいぷい』月曜放送分向けの取材を兼ねて、頭髪に悩みを抱える18歳以下の子どもたちに向けたヘアドネーションに協力。ヘアドネーション活動の趣旨に賛同する美容室でのヘアカットを経て、全長43cmの髪の毛をJapan Hair Donation & Charity（毎日放送の近所に所在するヘアドネーション活動の事務局）に寄付した。
2017年には、『ちちんぷいぷい』のレギュラー出演者を代表して、3月12日に開催の「第5回淀川寬平マラソン」（同番組金曜レギュラーの間寛平が主宰するマラソン大会）に参加。山中真・大吉洋平・豊崎由里絵（いずれも同僚アナウンサー）および広瀬駿（気象予報士）とチームを組み、同年から新設された「42.195km駅伝部門」2区（5km）へ出走した ところ、チームの目標タイム（3時間55分）を上回る3時間16分3秒（59チーム中9位）という記録での完走に貢献した。かねてからホノルルマラソンへの参加を希望していた松川は、上記の駅伝に向けた練習からランニングへ本格的に取り組み始めた にもかかわらず、本番では目標タイム（26分15秒）より5分近く速いペース（21分52秒）で2区を走り切った。

## 出演番組

### 現在
- MBSニュース（テレビ・ラジオとも不定期）
  - 第49回衆議院議員総選挙の投・開票日（2021年10月31日）には、『MBSラジオ2021 総選挙開票特別番組 ほんで何選挙やったん?』（20:00 - 翌0:00に生放送の自社制作番組）を、同僚アナウンサーの西靖・西村麻子と共に進行している。

#### テレビ
- よんチャンTV
  - 番組開始当初は、関西ローカルニュースパートのナレーションを月曜日に担当。2021年度にのみ放送されていた『土曜のよんチャンTV』では、同僚の女性アナウンサー（武川や松井愛など）と共に「あなたの代わりにいっちょかみ!」（体験ロケ企画）のリポーターを務めることもあった。2022年10月からは、毎週月・木曜日に「5時ニュース」（午後5時前後に放送されるストレートニュース）のキャスターと「6時ニュース」→「今日の総まとめニュース」（午後6時台に放送されるストレートニュース）のナレーターを兼務している。
- グッジョブ!（2023年4月 - ） - ナレーター

#### ラジオ
- 上泉雄一のええなぁ!金曜日→水・金曜日→木・金曜日→木曜日→水曜日（2017年10月 - ）
  - 「知ってええなぁ!ちなみNEWS」（16時前後のコーナー）の進行を、同僚のアナウンサーと交互に担当。木曜日については、2019年4月からレギュラーで出演している。金曜日の放送を終了した同年10月以降も、木曜放送分への出演を継続。放送枠を夕方から早朝（6:00 - 8:00）へ移動した2021年10月以降も、上泉のパートナーとして水曜放送分の全編に出演している。
- コトノハ
  - 「コトノハ」（言葉）にこだわった毎日放送アナウンサー室制作の事前収録番組で、2021年10月4日から毎週月曜日の夜間（2023年9月25日までは21:45 - 22:00 → 同年10月2日以降は21:30 - 21:45）に放送。番組の企画段階から、先輩アナウンサーの古川圭子と共に「ディレクター」も任されている。通算100回目の放送（2023年8月28日）には、「コトノハ反省会」と称して古川と揃って出演。通常の放送では紹介していないリスナーからのメッセージや、「ディレクター」としての裏話を交えながら、過去の放送回での主な企画を振り返っていた[11]。
- 日本一明るい経済電波新聞（2023年4月2日 - ） - 「編集部員」（パートナー）
  - 2015年10月の番組開始当初から「編集部員」を務めてきた高井が2023年1月25日に急逝したことを受けて、古川による代演期間などをはさんで、第2代の「編集部員」としてレギュラー出演を開始[12]。
  - 池田泉州銀行の「協賛」（単独提供）番組で、番組内に挿入される「関西ええとこ」（関西地方の魅力を紹介する同行のCM）では、「編集部員」への起用前からナレーターを務めている。

2019年3月からスポットCM扱いで放送されている緊急地震速報関連の告知には、松川のアナウンスを収録した音源が使われている。

### 過去

#### テレビ
- MBSマンスリーリポート - テレビでのデビュー番組で、同期入社の河田と共に、自己紹介を兼ねて出演。
- ちちんぷいぷい
  - 毎日放送への入社年（1999年）に関西ローカルで放送を始めたことから、放送開始2日目（同年10月12日）に、大台ヶ原から自身初の生中継リポートを経験。以前は木曜日を中心に、アシスタントやコーナーの進行役を2009年9月まで担当した。
  - 2014年4月から、月曜日のアシスタントとして5年振りに復帰。同年6月までは、大畑大介がリポーターを務める火曜日のVTRロケコーナー「女子力の花園」のナレーターを兼務していた。
  - 2015年3月から火曜日のアシスタント、2018年1月から「駅前シャッターチャンス」（水曜日のVTRロケコーナー）のナレーターを兼務。同年4月以降の水曜日には、大阪市内の百貨店の催事会場からの生中継を実施する場合に、シャンプーハットてつじとのコンビでグルメリポートを担当することがあった。
  - 2019年1月からは、「駅前シャッターチャンス」のロケにも随時同行。同年4月3日からは、水曜日の全編でもアシスタントも務める。
  - 2019年12月2日（月曜日）・3日（火曜日）放送分では、MCに初めて起用された。月・火曜日のMCで後輩アナウンサーの山中真が「リアル世界くん」（海外取材企画）で2日からソウルへ滞在していることによる代演で、女性による単独のMCは、2009年1月23日（金曜日）に八木早希（当時は毎日放送アナウンサーで金曜日のアシスタント）が西靖（先輩アナウンサーで当時は金曜日のレギュラーMC）のインフルエンザ感染に伴う代理で務めて以来およそ11年振りである。2020年3月16日（月曜日）放送分でも、喉風邪で休演した山中に代わってMCを担当。『おうちにいようよ（→あしたのために） ちちんぷいぷい&ミント!』（新型コロナウイルスへの感染拡大防止策の一環で2020年4月20日から5月29日まで編成）でも、月・火曜日のアシスタントや「コロナが変える世界 アマビエニュース」（特別企画）の進行・オンライン取材を任されている。
  - 2020年6月に放送を再開してからの出演日には、スタジオへ登場しない代わりに、生中継でのリポートを担当することが相次いでいた。2021年3月12日（金曜日）で放送を終了することに伴って、アシスタントとしては、同月10日（水曜日）の「フィナーレウィーク」第3日まで出演。
- せやねん!（土曜日、午前中の「どこいこ?」と午後パートの進行を担当、 - 2007年12月29日）
- 毎日新聞テレビ夕刊（日曜日）
- USJファン!（不定期）
- 健康天気予報
- たかじんONE MAN（不定期）
- っちゅ～ねん!（2005年10月から半年間、月曜日のアシスタント）
- あっぱれ!!さんま大教授（大橋の出身局・フジテレビおよび系列局の一部） - 『せやねん!』で共演したチュートリアルがゲスト出演した回に、テレビ系列の違い[13]を超えてVTRに登場。
- VOICE - 初期にフィールドキャスターとして出演。2009年9月28日から2012年9月29日まで、月 -水曜日のサブキャスターを務めた。
- 医のココロ（2014年4月 - 2023年6月4日※最終担当日）
  - 高井美紀（2023年1月8日放送分まで）・古川圭子・武川智美・上田悦子（2021年10月9日放送分より）・西村麻子（2021年11月27日放送分より）・藤林温子（2023年6月18日放送分より）と交互にナビゲーターを担当。高井の訃報が伝えられて最初の放送となった2023年2月5日放送分以降は、高井が担当していたタイトルコール及び提供アナウンスも担当。
- 激撮!直撃!!スクープ　秘蔵映像全部見せます（2018年2月12日） - 『ちちんぷいぷい』の放送枠・コーナー編成を活用した生放送の報道特別番組で、アシスタントを担当。
- TVシンポジウム 「地方の時代」映像祭2016 〜多様性こそ地域の力〜（NHK Eテレ、2017年1月7日）- NHK大阪放送局の制作で、同局アナウンサーの吉田真人と共同で司会を担当。
- コトノハ図鑑→「へぇ～のコトノハ」（不定期）
  - 所属する毎日放送アナウンサー室の企画で、2018年7月から2020年3月まで『コトノハ図鑑』（事前収録のレギュラー番組）として放送された後に、2020年4月改編から「へぇ～のコトノハ」（『ちちんぷいぷい』でアシスタントを担当する月・水曜日→水曜日のレギュラーコーナー）へ移行。移行後も、調査ロケやナレーションを随時担当した。
- 皇室アルバム（以下の日付はいずれも毎日放送での放送分） - ナレーター
  - 2019年5月19日：第3039集「新皇后 雅子さま」[14]
  - 2023年2月26日：第3226集「皇室ゆかりの邸宅を訪ねて～東京都庭園美術館～」[15]
- ミント! - 2019年10月から最終回（2021年3月5日）まで、「ナゼトキ!」（調査ロケ企画）金曜分のナレーションを担当。

以下はいずれも、MBS制作・TBS系列全国ネットの番組。
- バンバンバン - 番組開始から半年間はスタジオ見届けキャスター（全国ネット番組で初めてのレギュラー出演）。2009年10月からはナレーターを務めた。
- サタデープラス
  - 2017年12月23日 - アドベンチャーワールド（和歌山県白浜町）からの生中継リポーター。
  - 2018年9月1日 - ちびまる子ちゃんランド（静岡市清水区）からの 生中継リポーター。

#### ラジオ
- 音の散歩道
- 茶屋町音楽アワー - 2003年度 - 2005年度にナイターオフ期間限定で放送。2005年10月 - 12月の放送で、金曜日のパーソナリティを担当した。
- 桂三枝の茶屋町ホテル（2006年8月 - 12月、3代目秘書）
- おとなの駄菓子屋（ナレーター）
  - ワイドFMの放送を開始するまで、2度目の産前産後休暇前に収録した音源を使用していた。
- かみじょうたけしのブレイクしたいねんっ!（2014年度のナイターオフ期間限定番組）
  - リスナーからの投稿による大喜利コーナー「板東さんならこうおっしゃいます!」限定で、大喜利の「お題」と次回告知のナレーターを担当。
- 日本盛プレゼンツ 居酒屋阿希子（2017年9月2日・9日・30日）
  - 特別企画「MBSアナウンサー貸切営業」のゲストとして出演[16]。30日放送分の最終回では、「女将」役の後輩アナウンサー・前田阿希子（同日限りで毎日放送を退社）に向けて、前田の実母から届いた手紙を代読した。
- それゆけ!メッセンジャー（2017年10月 - 2020年2月29日）
  - 六車奈々・川岸ゆか・武川と交互にアシスタントを担当
- 松井愛のすこ～し愛して♥
  - 通常はシフト勤務の一環で、『ちちんぷいぷい』へ出演する月・火曜日以外の平日に、番組内の『MBSニュース』を担当。2017年12月7日（木曜日）には、『松川浩子のすこ～し愛して♥』と改題したうえで、先輩アナウンサーでもある松井愛に代わって全編のパーソナリティを初めて務めた。
- MBSヨル隊『ナジャ・グランディーバのレツゴーフライデー』（2018年1月12日・2019年3月15日） - 「ナジャじゃジャーナル」（18時台）のキャスターを担当。
- 子守康範 朝からてんコモリ!
  - 2018年11月28日 - 水・木曜日アシスタントである大塚由美の代役として出演。
- あどりぶラヂオ（2021年4月改編から月に1回のペースで木曜未明放送分のパーソナリティを担当）
  - 2019年1月2日放送分の「MBSアナウンサースペシャル」（アナウンサーによるパーソナリティリレー企画）で初登場。以降は、毎日放送のアナウンサーが単独でパーソナリティを務める水曜深夜（木曜未明）放送分を、上泉などと交互に担当していた。当時夕方に放送されていた『上泉雄一のええなぁ!』と同じく生放送番組であるが、開始当初からパーソナリティを定期的に務めている上泉と同じく、担当週には夕方から『ええなぁ!』にも出演。
- MBSアナウンサー松川・藤林・山崎の韓国学ばナイト
  - 2020年12月1日の「ナイト」（20:00 - 21:00）にMBSラジオのYouTube公式チャンネルでライブ配信を実施してから、同月30日の14:30 - 15:00にダイジェスト音源を放送した韓国情報番組で、後輩アナウンサーの藤林温子・山崎香佳と共演。
- 厳選!月イチジャーナル（2023年6月12日・7月3日）
  - 本来は西靖とのコンビでキャスターを務めている前田春香（後輩アナウンサー）が、発声の不調に伴う治療を目的に2023年5月放送分への出演翌週（9日）から長期の休養へ入っていることを受けて、前田の担当分を代行。
- ポチっとMini枠（2023年6月5日 - 6月8日）
  - 「夕方もポチっとMラジ」月 - 木曜分の16時台終盤（16:53 - 17:00）に内包されている事前収録のコーナーで、主に毎日放送の現職アナウンサーから1名が週替わりでパーソナリティを担当。

#### 舞台
- こちらトゥルーロマンス株式会社（2019年4月）